# Liga Mayor Dominicana
Die Liga Mayor Dominicana (vormals: Primera División de Republica Dominicana) ist die höchste Spielklasse des nationalen Fußballverbands der Dominikanischen Republik.